# Ermida de São Sebastião (Nordeste)
A Ermida de São Sebastião (Nordeste) é um templo cristão português localizado no concelho do nordeste, ilha açoriana de São Miguel.
No ano de 2009 esta ermida encontra-se em ruínas. Fez parte do antigo Convento dos Frades Franciscanos do Nordeste.